# Helianthemum ellipticum
Helianthemum ellipticum là một loài thực vật có hoa trong họ Nham mân khôi. Loài này được (Desf.) Pers. mô tả khoa học đầu tiên năm 1806.